# Syzygium perryae
Syzygium perryae är en myrtenväxtart som beskrevs av Ian Mark Turner. Syzygium perryae ingår i släktet Syzygium och familjen myrtenväxter. IUCN kategoriserar arten globalt som sårbar. Inga underarter finns listade i Catalogue of Life.